# Guaza de Campos
Guaza de Campos è un comune spagnolo di 73 abitanti situato nella comunità autonoma di Castiglia e León.